# Still Loving You (Lied)
Still Loving You ist ein Lied der deutschen Hard-Rock-Band Scorpions. Die Powerballade wurde im Juni 1984 als zweite Single aus ihrem neunten Studioalbum Love at First Sting (März 1984) veröffentlicht und avancierte zum Charterfolg.

## Hintergrund
Rudolf Schenker komponierte Teile der Melodie bereits um 1976, aber der damalige Leadgitarrist Uli Jon Roth lehnte den Song als zu kommerziell ab. Erst 1983 wurde die Komposition fertiggestellt und der Sänger Klaus Meine fügte den Text hinzu. In einem Interview mit Songfacts erklärte Schenker: „Es ist eine Geschichte über eine Liebesbeziehung, bei der sie erkannt haben, dass sie vielleicht vorbei ist – aber lass es uns noch einmal versuchen“.
Die Scorpions führten das Lied unter anderem in der am 30. November 1985 im ZDF gesendeten Ausgabe von Peters Pop Show auf.
Andere Versionen
- Auf dem Scorpions-Album Still Loving You von 1992 ist eine neu abgemischte Version der Studioalbumversion enthalten. Die neu abgemischte Version wurde auch als Single in Deutschland und einigen anderen europäischen Ländern veröffentlicht.
- Eine Symphonic-Metal-Version des Songs mit den Berliner Philharmonikern wurde für das Scorpions-Album Moment of Glory aus dem Jahr 2000 aufgenommen.
- Eine Unplugged-Version wurde für das Scorpions-Album Acoustica aus dem Jahr 2001 aufgenommen.
- Eine „Fortsetzung“ des Songs wurde für das Scorpions-Album Sting in the Tail aus dem Jahr 2010 aufgenommen, mit dem Titel „SLY“, ein Akronym für „Still Loving You“.
- Für das Scorpions-Album Comeblack von 2011 wurden zwei Versionen des Songs aufgenommen: eine normale Version und eine französische Version mit Amandine Bourgeois.

## Musikvideo
Das Musikvideo wurde am 3. Juli 1984 unter der Regie von Hart Perry veröffentlicht, und in Dallas, Texas, in der Reunion Arena gefilmt.

## Verwendung in den Medien
Das Lied ist in der Fernsehserie Cold Case in der Episode It’s Raining Men (2004) zu hören. Still Loving You findet auch in der Fernsehserie Patinando por un sueño und der polnischen Filmkomödie Exterminator (2018) Verwendung.

## Kommerzieller Erfolg

### Chartplatzierungen
| ChartsChartplatzierungen       | Höchstplatzierung | Wochen |
| ------------------------------ | ----------------- | ------ |
| Deutschland (GfK)              | 14 (19 Wo.)       | 19     |
| Schweiz (IFPI)                 | 3 (14 Wo.)        | 14     |
| Vereinigte Staaten (Billboard) | 64 (6 Wo.)        | 6      |

| ChartsJahrescharts (1985) | Platzierung |
| ------------------------- | ----------- |
| Schweiz (IFPI)            | 17          |

### Auszeichnungen für Musikverkäufe
Still Loving You bekam europaweit zwei Goldene und eine Platin-Schallplatte für über eine Million verkaufte Einheiten. Weltweit verkaufte sich die Single über zwei Millionen Mal.
| Land/Region          | Auszeichnungen für Musikverkäufe (Land/Region, Auszeichnung, Verkäufe) | Verkäufe  |
| -------------------- | ---------------------------------------------------------------------- | --------- |
| Frankreich (SNEP)    | Platin                                                                 | 1.000.000 |
| Italien (FIMI)       | Gold                                                                   | 35.000    |
| Spanien (Promusicae) | Platin                                                                 | 60.000    |
| Insgesamt            | 1× Gold · 2× Platin ·                                                  | 1.095.000 |

Hauptartikel: Scorpions/Auszeichnungen für Musikverkäufe

## Coverversionen
- Der deutsche Sänger Sebastian Krenz, der als Sieger der elften Staffel von The Voice of Germany hervorging, coverte den Song 2021 bei den Blind Auditions der Castingshow.[10]
- Im Jahr 2023 nahm die amerikanische Sängerin Anastacia eine Version von Still Loving You für ihr Album Our Songs auf.[11]